# Ювента
Юве́нта или Юве́нтас (лат. Iuventa, Iuventas) — древнеримская богиня юности, дочь Юпитера и Юноны, имевшая своё небольшое святилище в пределах храма Юпитера Капитолийского, где она олицетворяла вечную молодость города Рима.
По достижении совершеннолетия каждый юноша, приносивший жертву Юпитеру, должен был уплатить монету в кассу богини Ювенты, как покровительницы novorum togatorum, то есть юношей, только что надевших тогу. Ей же в начале каждого года приносили жертву за юношей.
Под именем Ювенты была известна также греческая богиня Геба, культ которой был перенесён в Рим в конце III века до н. э.: в честь Ювенты был сооружён в Риме храм, освящённый в 191 году до н. э.. Кроме того, именно к ней, по-видимому, возводили свою родословную тускуланцы Ювентии, наиболее известным представителем из которых являлся Маний Ювентий Тална.
В настоящее время очень часто используется в качестве наименований различных компаний.
От латинского слова «iuventus» («юность») также образовано название одного из популярнейших футбольных клубов — Ювентус[значимость факта?].